# 林祖述
林祖述（1553年—1633年），字道卿，號槐廷，晚年自称大椿老人，浙江寧波府鄞縣人，軍籍，明朝政治人物。

## 生平
萬曆四年（1576年）丙子科浙江鄉試第二十一名，萬曆十四年（1586年）丙戌科會試十二名，登三甲第七名。刑部观政，改翰林院庶吉士。十六年十月选授河南道御史，十八年河东巡盐，二十年正月差巡按廣西，会推江西管粮参议未被点用，遂称病去职。二十一年京察，丁憂，二十四年起補福宁州判官。三十九年升刑部山西司主事，四十年升员外郎，四十一年升廣西提学佥事，四十四年致仕。天啓六年患病。

## 家族
曾祖林桂，曾任遼府長史進階中憲大夫；祖父林時，曾任鄉飲賓；父林鳳來，曾任庠生。母王氏。重庆下。弟祖建、祖選。